# Aaron Harrison
Aaron Malik Harrison (San Antonio, Texas, 28 de octubre de 1994) es un baloncestista estadounidense que pertenece a la plantilla los Diablos Rojos del México de la LNBP de México. Con 1,98 metros de estatura, juega en la posición de escolta.
Es hermano gemelo del también baloncestista Andrew Harrison, con el que jugó en Kentucky.

## Trayectoria deportiva

### Universidad
Harrison jugó dos temporadas con los Wildcats de la Universidad de Kentucky, en las que promedió 12,4 puntos, 2,8 rebotes, 1,6 asistencias y 1,1 robos por partido. El 9 de abril de 2015, Harrison junto con sus compañeros del equipo de Kentucky Andrew Harrison, Devin Booker, Dakari Johnson, Trey Lyles, Karl-Anthony Towns y Willie Cauley-Stein declararon su elegibilidad para el draft de la NBA.

### Profesional
Después de no ser elegido en el Draft de la NBA de 2015, Aaron se unió a los Charlotte Hornets para la Liga de Verano de la NBA de 2015. El 14 de julio de 2015, Harrison firmó su primer contrato como profesional con los Hornets.
[actualizar]
El 16 de julio de 2021, firma por el Türk Telekom Basketbol Kulubü de la Basketbol Süper Ligi.
Tras comenzar la temporada 2022-23 en las filas del KK Cedevita Olimpija, el 5 de diciembre de 2022 firma por el Kaohsiung Steelers de la liga de baloncesto de Taiwán.
[actualizar]
El 14 de septiembre de 2024 fue contratado por los Diablos Rojos del México de la Liga Nacional de Baloncesto Profesional de México.

## Estadísticas de su carrera en la NBA

### Temporada regular
| Año     | Equipo    | PJ | PT | MPP | %TC  | %3P  | %TL  | RPP | APP | ROB | TPP | PPP |
| ------- | --------- | -- | -- | --- | ---- | ---- | ---- | --- | --- | --- | --- | --- |
| 2015-16 | Charlotte | 21 | 0  | 4.4 | .263 | .300 | .417 | .7  | .1  | .3  | .0  | .9  |
| Total   | Total     | 21 | 0  | 4.4 | .263 | .300 | .417 | .7  | .1  | .3  | .0  | .9  |

### Playoffs
| Año   | Equipo    | PJ | PT | MPP | %TC  | %3P  | %TL  | RPP | APP | ROB | TPP | PPP |
| ----- | --------- | -- | -- | --- | ---- | ---- | ---- | --- | --- | --- | --- | --- |
| 2016  | Charlotte | 2  | 0  | 3.5 | .000 | .000 | .000 | .5  | .0  | .0  | .0  | .0  |
| Total | Total     | 2  | 0  | 3.5 | .000 | .000 | .000 | .5  | .0  | .0  | .0  | .0  |